# Léon Semmeling
Léon Joseph Semmeling (Moelingen, 4 januari 1940 – Luik, 14 maart 2024) was een Belgisch voetballer die speelde als aanvaller op de rechtsbuitenpositie. Hij speelde lange tijd in de Eerste klasse bij Standard Luik en werd 35 maal geselecteerd als Rode Duivel. Na zijn voetbalcarrière was Semmeling voetbaltrainer.

## Carrière

### Als voetballer
Semmeling begon zijn voetbalcarrière bij CS Visé waar hij de jeugdrangen doorliep en debuteerde in de eerste ploeg. In 1959 trok Standard Luik hem aan en hij zou er zijn hele carrière blijven spelen. Tussen 1959 en 1974 speelde Semmeling 449 wedstrijden voor de club en scoorde 73 doelpunten. Met Standard werd hij vijfmaal landskampioen en tweemaal winnaar van de Beker van België. Semmeling droeg vele jaren de aanvoerdersband van het elftal.
Tijdens het trainerschap van Raymond Goethals was Semmeling een vaste waarde in het Belgisch voetbalelftal. Hij werd 35 maal geselecteerd en nam deel aan het Wereldkampioenschap voetbal 1970 in Mexico waar hij drie wedstrijden speelde en het Europees kampioenschap voetbal 1972 in België waar hij twee wedstrijden speelde waaronder de kleine finale voor de derde plaats.

### Als voetbaltrainer
Na zijn voetbalcarrière werd Semmeling trainer van onder andere La Louvière. Toen Raymond Goethals trainer werd van Standard, werd Semmeling aangesteld als hulptrainer van Goethals. Semmeling deed eveneens het scoutingwerk waaraan Goethals veel belang hechtte. Standard veroverde in die periode tweemaal de landstitel en bereikte de finale van de Europacup II 1981/82 tegen FC Barcelona die met 2-1 verloren werd.
Toen de club in 1984 opspraak kwam door het omkoopschandaal Standard-Waterschei kwam nagenoeg de hele ploeg in opspraak. Goethals en de belangrijkste spelers zoals Michel Preud'homme, Eric Gerets en Simon Tahamata werden geschorst in de Belgische competitie en weken uit naar het buitenland. Semmeling bleef buiten schot en nam de trainingen over. Met een noodploeg slaagde Semmeling er toch in om zich te plaatsen voor de UEFA Cup. Het volgende seizoen werd hij terug hulptrainer en bleef dit tot in 1997.
Daarna werd Semmeling nog trainer bij het Tunesische Monastir maar keerde spoedig terug naar België om nog hulptrainer te worden bij Visé (onder Gilbert Bodart) en La Louvière (onder Frédéric Tilmant).
Semmeling werd 84 jaar oud.

## Palmares

### Speler

#### Standard Luik
- Eerste Klasse: 1960–61, 1962–63, 1968-69, 1969-70, 1970-71
- Beker van België: 1965-66, 1966-67
- Trofee Jules Pappaert: 1971

### Internationaal

#### België
- UEFA Europees Kampioenschap: Derde plaats: 1972